# Condorcet (Drôme)
Condorcet is een gemeente in het Franse departement Drôme (regio Auvergne-Rhône-Alpes) en telt 500 inwoners (2008). 

## Geografie
De oppervlakte van Condorcet bedraagt 22,44 km², de bevolkingsdichtheid is 19 inwoners per km².

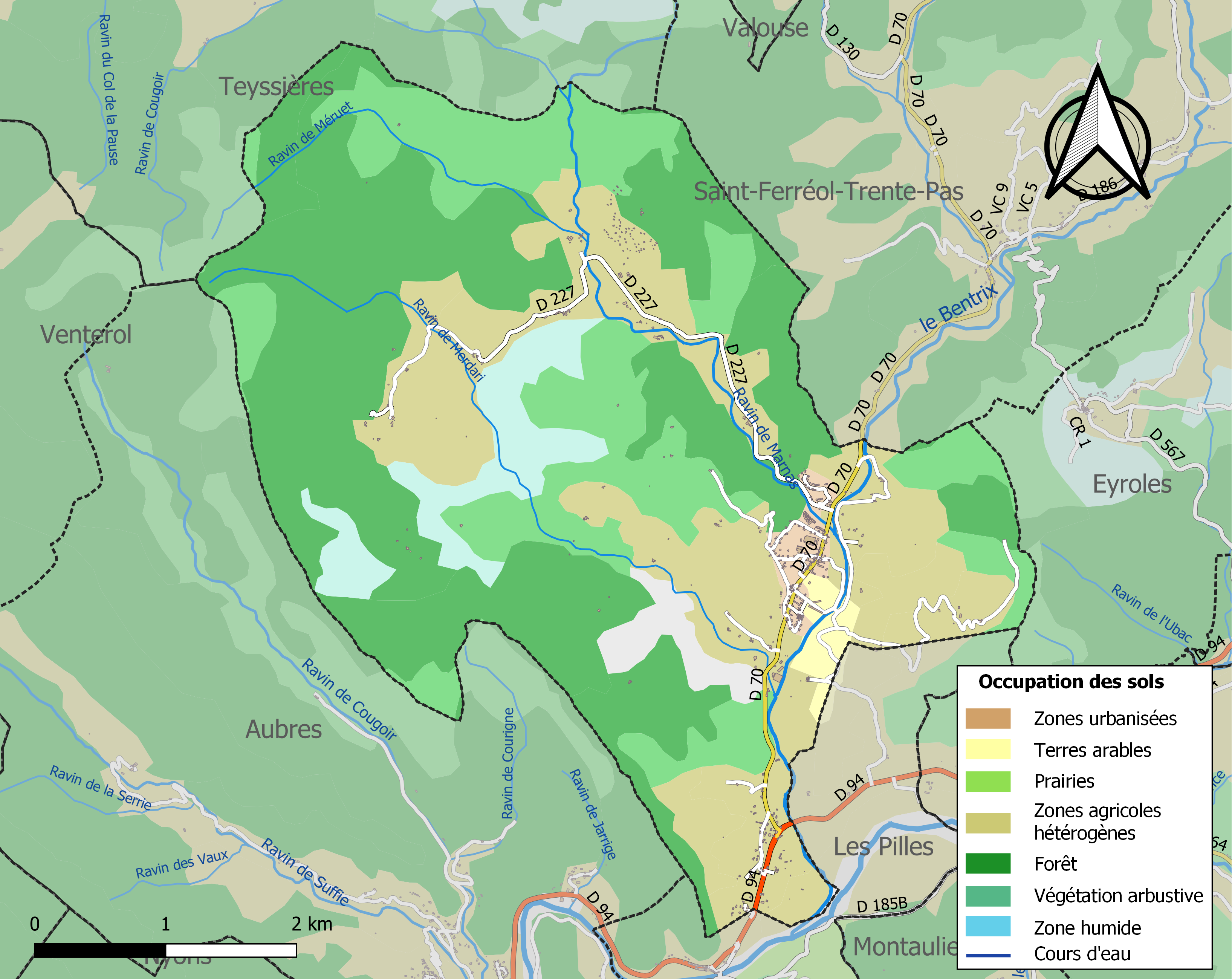
Kaart van de gemeente met belangrijkste infrastructuur, bodemgebruik en omliggende gemeenten

## Demografie
Onderstaande figuur toont het verloop van het inwonertal (bron: INSEE-tellingen).

1. ↑  Populations de référence 2022.